# (975) Персеверанция
(975) Персеверанция (лат. Persevērāntia) — астероид главного пояса астероидов, принадлежащий к спектральному классу S. Астероид был открыт 27 марта 1922 года австрийским астрономом Иоганном Пализой в Венской обсерватории, Австрия. Астероид был назван посмертно в честь латинского термина «настойчивость» (лат. persevērāns) — черты характера присущие первооткрывателю. Название было дано австрийским астроном Йозефом Реденом и второй женой первооткрывателя Анной Пализой.

## Орбита
Большая полуось астероида лежит во внутренней части главного пояса астероидов на расстоянии в 2.824 а. е. в непосредственной близости от щели Кирквуда, находящийся в резонансном движении с Юпитером с соотношением 5/2. Почти круговая орбита с небольшим наклоном. Параметры орбиты близки к параметрам орбит астероидов небольшого семейства Корониды. Скорее всего астероиды этого семейства образовались в результате разрушения родительского тела.

## Физические характеристики
На основе кривых блеска был получен период вращения астероида равный 7,267 часам. Спектральные характеристики (B-V)=0,845 (U-B)=0,425 соответствуют кремнёвым астероидам класса S. На основе данных о блеске и альбедо вычислен диаметр астероида, который составляет 22 км.